# آندره کریستول
آندره کریستول (انگلیسی: André Cristol؛ ۱۳ سپتامبر ۱۹۴۲ – ۵ آوریل ۲۰۲۰) بازیکن فوتبال اهل فرانسه بود.
از باشگاه‌هایی که در آن بازی کرده‌است می‌توان به باشگاه ورزشی مون‌پلیه و باشگاه فوتبال نیس اشاره کرد.